# Liste der Mitglieder des Bayerischen Landtages (Königreich, 17. Wahlperiode)
Diese Liste gibt einen Überblick über alle Mitglieder des Bayerischen Landtages in der 17. Wahlperiode des Königreichs Bayern (1893–1899). In die Wahlperiode fallen die Sitzungen des 32. Landtags vom 28. September 1893 bis zum 10. Juni 1899.

## Kammer der Abgeordneten

### Präsidium
- Präsident: Johann Baptist Ritter von Walter (1831–1900), ab 7. Dezember 1897: August Ritter von Clemm (1837–1910)
- Vizepräsident: August Ritter von Clemm, ab 9. Dezember 1897: Ludwig Keller
- 1. Schriftführer: Josef Aichbichler (1845–1912), 7. Dezember 1897 – 30. April 1898: Josef Wagner, 3. Mai 1898 – 3. Juni 1898: Anton von Landmann, ab 3. Juni 1898: Josef Wagner
- 2. Schriftführer: Josef Wagner, ab 10. Dezember 1897: Hans Sinzinger
- 3. Schriftführer: Theobald Ritter von Fuchs (1852–1943), ab 7. Dezember 1897: Karl Stöcker
- 4. Schriftführer: Ludwig Keller, ab 10. Dezember 1897: Friedrich Beckh (1843–1927)

### Abgeordnete

#### A
- Josef Aichbichler (1845–1912)
- Josef Aigner
- Johann Evangelist Altinger (1844–1899)
- Karl Andreä
- Friedrich Ernst Aub (1837–1900)
- Ignaz Aumüller (1863–1900)

#### B
- Benedikt Bachmaier (1852–1912)
- Johann Bär
- Georg Bauer
- Luitpold Baumann (1844–1919)
- Johann Nepomuk Baur (1826–1902)
- Jakob Bäurle (1838–1901)
- Friedrich Beckh (1843–1927)
- Robert Bischoff
- Rupert Mathias Max Bittner
- Karl Bolzano
- Georg Brach
- Adalbert Braun (1843–1915)
- Theodor Brünings (1839–1903)
- Eugen Ritter von Buhl
- Franz Burger (1836–1920)
- Leonhard Burlein (1837–1898)

#### C
- Leopold Ritter von Casselmann (1858–1930)
- August von Clemm
- Daniel Adalbert Conrad

#### D
- Karl Daiser (1847–1914)
- Balthasar Ritter von Daller (1835–1911)
- Leonhard Dauberschmidt
- Andreas Friedrich Deinhard (1845–1907)
- Michael Deuringer (1828–1908)
- Heinrich Diehl
- Georg Dirmeier

#### E
- Josef Echinger (1841–1911)
- Anton Ecker
- Franz Josef Ehrhart
- Josef Erhard (1847–1907)
- Friedrich Exter

#### F
- Nikolaus Wilhelm Fasel
- Nikolaus Faulstich (1837–1899)
- Ludwig von Fischer
- Michael Flurschütz
- Friedrich Frank (1832–1904)
- Lorenz Freinecker
- Otto Freudenberg
- Albert Frickhinger
- Johann Friedel (1856–1902)
- Theobald Ritter von Fuchs (1852–1943)

#### G
- Friedrich Adam Ganzleben
- Johann Geiger
- Josef Geiger
- Liborius Gerstenberger (1864–1925)
- Johann Evangelius Gimpl
- Friedrich Franz Grieninger (1835–1915)
- Karl Grillenberger (1848–1897)
- Ludwig Philipp Groß (1825–1894)
- Michael Grötsch
- Georg Grünzinger
- Siegmund Günther (1848–1923)

#### H
- Johann Karl Hahn
- Friedrich Hänle
- Leonhard Harder
- Georg Häring
- Josef Anton Haug
- Adam Haus (1836–1895)
- Ernst Hebel
- Georg Heim (1865–1938)
- Christian Heimeran
- Karl Heinrich
- Josef von Herrmann
- Georg Hierlmaier
- Eusebius Hofmann
- Leonhard Hofmann
- Franz Xaver Hofstätter
- Nikolaus Holzapfel (1847–1920)
- Joseph Huber
- Michael Huber (1841–1911)

#### J
- Franz Paul Joseph Eugen Jäger (1842–1926)

#### K
- Karl Friedrich Ludwig Kaub
- Franz Seraph Adam Keller
- Johann Evangelist Keller (1824–1910)
- Kilian Keller (1839–1908)
- Ludwig Keller
- Franz Joseph Keßler (1838–1904)
- Anton Kohl (1851–1913)
- Konrad Friedrich Krauß
- Heinrich Kraußold (1836–1914)
- Friedrich Krippner
- Ferdinand Kuby
- Friedrich Kurz

#### L
- Anton von Landmann
- Friedrich Ritter von Langhans (1840–1901)
- Martin Lautenschlager
- Anton Lehemeir (1841–1933)
- Johann Lehner
- Johann Georg Wilhelm Leidig
- Louis Leinenweber
- Franz Xaver Lerno (1849–1920)
- Johann Baptist Lerzer (1833–1917)
- Philipp Lichtenberger (1855–1918)
- Johann Georg Liebl
- Gabriel Löwenstein (1825–1911)
- Friedrich Lutz (1852–1918)

#### M
- Adolph Ludwig Mahla
- Karl Maison
- Theodor August Märcker
- Wilhelm Martius
- Konrad Johann Mauderer
- Michael Mayer (1836–1911)
- Bernhard Mayr
- Jakob Mehling
- Wilhelm Meußdörffer (1858–1931)
- Friedrich Michel
- Johann Modschiedler
- Joseph Moritz (1845–1922)
- Friedrich Wilhelm Müller
- Karl Müller

#### N
- Mathias Neckermann
- Lorenz Neudecker
- Friedrich Neuner
- Tobias Nißler (1853–1907)

#### O
- Heinrich Orb
- Georg Ritter von Orterer (1849–1916)
- Gustav Ott

#### P
- Heinrich August Papellier
- Josef Pauli (1844–nach 1881)
- Jakob Penn (1839–1897)
- Georg Michael Pfaff (1823–1893)
- Johann Pfister
- Franz Seraphin Ritter von Pichler (1852–1927)
- Konrad Prosinger

#### R
- Georg Ratzinger (1844–1899)
- Magnus Anton Reindl (1832–1896)
- Martin Georg Rottmann
- Sebastian Ruedorffer (Rüdorffer)

#### S
- Johann Baptist Sartorius
- Franz Schädler (1852–1913)
- Johann Gottfried Scherm
- Franz Xaver Scheubeck
- Johann Schloßstein
- Franz Xaver Schmidt (1828–1914)
- Karl Schmidt
- Kleophas Schmitt
- Leonhard Schmitt
- Johann Schmitt-Reichenbach (1853–1920)
- Philipp Schneider
- Ludwig Schöpf (1843–1918)
- Johann Nepomuk Schramm
- Friedrich Schröder
- Johann Baptist Schubert
- Jakob Schulz
- Johann Schwarz (1842–1916)
- Michael Seeberger
- Martin Segitz (1853–1927)
- Ernst Sellner (1826–1899)
- Friedrich Seyboth (1844–1910)
- Johann Baptist Sigl (1839–1902)
- Hans Sinzinger
- Max Söldner
- Karl Spies
- Franz August Schenk von Stauffenberg
- Franz Xaver Steindl (1858–1931)
- Joseph Steininger (1858–1931)
- Anton Stigler
- Oskar von Stobäus (1830–1914)
- Karl August Heinrich Stöcker-Rothenburg
- Georg Peter Süß

#### T
- Joseph Thaler

#### V
- Georg Heinrich Ritter und Edler von Vollmar auf Veltheim (1850–1922)

#### W
- Josef Wagner
- Johann Baptist Ritter von Walter (1831–1900)
- Franz Weber
- Oswald Weinhart (1840–1899)
- Ludwig Weiss
- Adam Wenglein
- Valentin Wenz
- Josef Widmann
- Franz Wieland
- Johann Georg Wießner
- Michael Wildegger (1826–1912)
- Joseph Wimmer
- Friedrich Wilhelm Wirth
- Josef Witzlsperger (1838–1907)
- Heinrich Wolf
- Georg von Wolfram
- August Georg Wörle (1860–1920)

### Z
- Joseph Zach
- Anton Zimlich (1830–1918)
- Joseph Zinner
- Martin Zott (1841–1929)

## Kammer der Reichsräte

### Präsidium
- 1. Präsident: Ludwig von Lerchenfeld-Köfering
- 2. Präsident: Theodor Fries (1823–1909)
- 1. Sekretär: Karl Max von Drechsel-Deuffstetten
- 2. Sekretär: Joseph Graf von Deym zu Arnstorf Freiherr von Strzitiz

### Reichsräte
| Inhaltsverzeichnis A B C D E F G H K L M N O P Q R S T W Z |

#### A
- Karl Borromäus Graf von Arco-Valley
- Adolf von Auer (1831–1916)

#### B
- Alphons Maria Prinz von Bayern
- Arnulf Prinz von Bayern (1852–1907)
- Christoph Joseph Herzog in Bayern
- Franz Maria Prinz von Bayern
- Georg Franz Prinz von Bayern
- Karl Maria Prinz von Bayern
- Karl Theodor Herzog in Bayern (1839–1909)
- Leopold Maximilian Prinz von Bayern
- Ludwig Ferdinand Prinz von Bayern (1859–1949)
- Ludwig Prinz von Bayern (1845–1921)
- Ludwig in Bayern
- Rupprecht Maria Kronprinz von Bayern
- Siegfried August Herzog in Bayern
- August von Bechmann
- Otto von Bray-Steinburg
- Franz Armand Buhl
- Eugen Buhl (1841–1910)

#### C
- Friedrich Carl Fürst zu Castell-Castell (1864–1923)
- Wolfgang August Graf zu Castell-Rüdenhausen
- Friedrich Krafft Graf von Crailsheim (1841–1926)
- Theodor von Cramer-Klett junior

#### D
- Carl Oskar von Deuster (1835–1904)
- Joseph Graf von Deym zu Arnstorf Freiherr von Strzitiz
- Karl Max Graf von Drechsel-Deuffstetten

#### E
- Georg Albrecht Graf zu Erbach-Erbach und von Wartenberg-Roth (1844–1915)

#### F
- Lothar von Faber
- Jakob von Fitting
- Johann Karl Freiherr von und zu Franckenstein (1858–1913)
- Theodor Fries
- Carl Ludwig Fürst Fugger von Babenhausen
- Carl Ernst Graf (seit 1914 Fürst) Fugger von Glött (1859–1940)
- Franz Raimund Graf von Fugger zu Kirchberg und Weißenhorn

#### G
- Hermann Wilhelm Freiherr von Gaisberg zu Neudegg
- Karl Gottfried Graf von und zu Giech
- Hans Georg Freiherr von Gumppenberg-Pöttmes-Oberprennberg
- Karl Theodor Freiherr von und zu Guttenberg

#### H
- Theodor von Haßler
- Georg Friedrich Graf von Hertling (1843–1919)
- Heinrich von Hessert
- Johannes Friedrich Fürst zu Hohenlohe-Bartenstein und Jagstberg
- Chlodwig Fürst zu Hohenlohe-Waldenburg-Schillingsfürst
- Ludwig Karl Graf von Holnstein aus Bayern
- Maximilian Karl Theodor von Holnstein
- Petrus von Hötzl

#### K
- Bernhard Ritter von Küffner

#### L
- Karl Friedrich von Lang-Puchhof
- Ernst zu Leiningen
- Ludwig von Lerchenfeld-Köfering
- Karl Freiherr von Lindenfels
- Eugen von Lotzbeck
- Ernst Alban Fürst zu Löwenstein-Wertheim-Freudenberg (1854–1931)
- Karl Heinrich Fürst zu Löwenstein-Wertheim-Rosenberg (1834–1921)

#### M
- Hugo Ritter und Edler von Maffei (1836–1921)
- Joseph Maximilian von Maillinger
- Carl Joseph Maria Graf von Maldeghem
- Ludwig Freiherr Mandl von und zu Deutenhofen
- Joseph Maximilian Graf von Montgelas
- Heinrich Karl Graf von der Mühle-Eckart auf Leonberg

#### N
- Wilhelm Gottlieb Ritter von Neuffer
- Ludwig Ritter von Neumayer
- Friedrich Freiherr von Niethammer

#### O
- Albrecht Franz Fürst von Oettingen-Oettingen und Oettingen-Spielberg
- Karl Friedrich Fürst zu Oettingen-Oettingen und Oettingen-Wallerstein
- Franz Karl Julius Graf zu Ortenburg-Tambach
- Friedrich Karl Graf zu Ortenburg-Tambach
- Karl Freiherr von Ow-Felldorf

#### P
- Ludwig Magnus zu Pappenheim
- Adolph von Pfretzschner
- Georg Benedikt Ritter von Poschinger auf Frauenau
- Conrad von Preysing

#### Q
- Bertram Otto Graf von Quadt zu Wykradt und Isny (1849–1927)
- Otto Friedrich Graf von Quadt zu Wykradt und Isny (1817–1899)

#### R
- Friedrich Ludwig Graf von Rechteren und Limpurg (1811–1909)

#### S
- Karl Theodor Graf von und zu Sandizell (1865–1939)
- Gottfried Schmitt
- Alexander Ritter von Schneider (1845–1909)
- Arthur Franz Graf von Schönborn-Wiesentheid
- Joseph von Schork
- Carl Maria von Seinsheim-Sünching auf Grünbach
- Maximilian Graf von Soden-Fraunhofen (1844–1922)
- Adolf von Stählin
- Berthold Schenk Graf von Stauffenberg
- Franz Joseph Ritter von Stein (1832–1909)

#### T
- Antonius von Thoma (1829–1897)
- Albert von Thurn und Taxis
- Hans Veit zu Toerring-Jettenbach

#### W
- Friedrich Ludwig Graf von Waldbott-Bassenheim
- Hugo Waldbott von Bassenheim
- Wilhelm Franz Fürst von Waldburg zu Zeil und Trauchburg
- Karl Friedrich Fürst von Wrede
- Karl Philipp Fürst von Wrede
- Ludwig Veit Freiherr von Würtzburg

#### Z
- Ludwig von Zöller